# 卡姆島

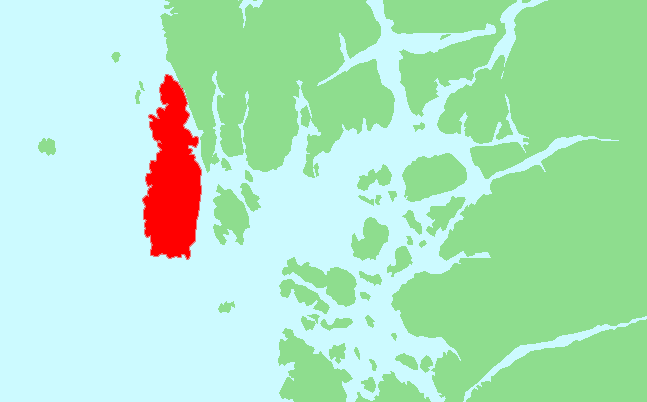

卡姆島（挪威語：Karmøy）是挪威的島嶼，位於該國西南部，由羅加蘭郡負責管轄，長30公里、寬8.5公里，面積176.8平方公里，最高點海拔高度132米，主要經濟活動有漁業和金屬業，人口6,592。